# Mary Collin

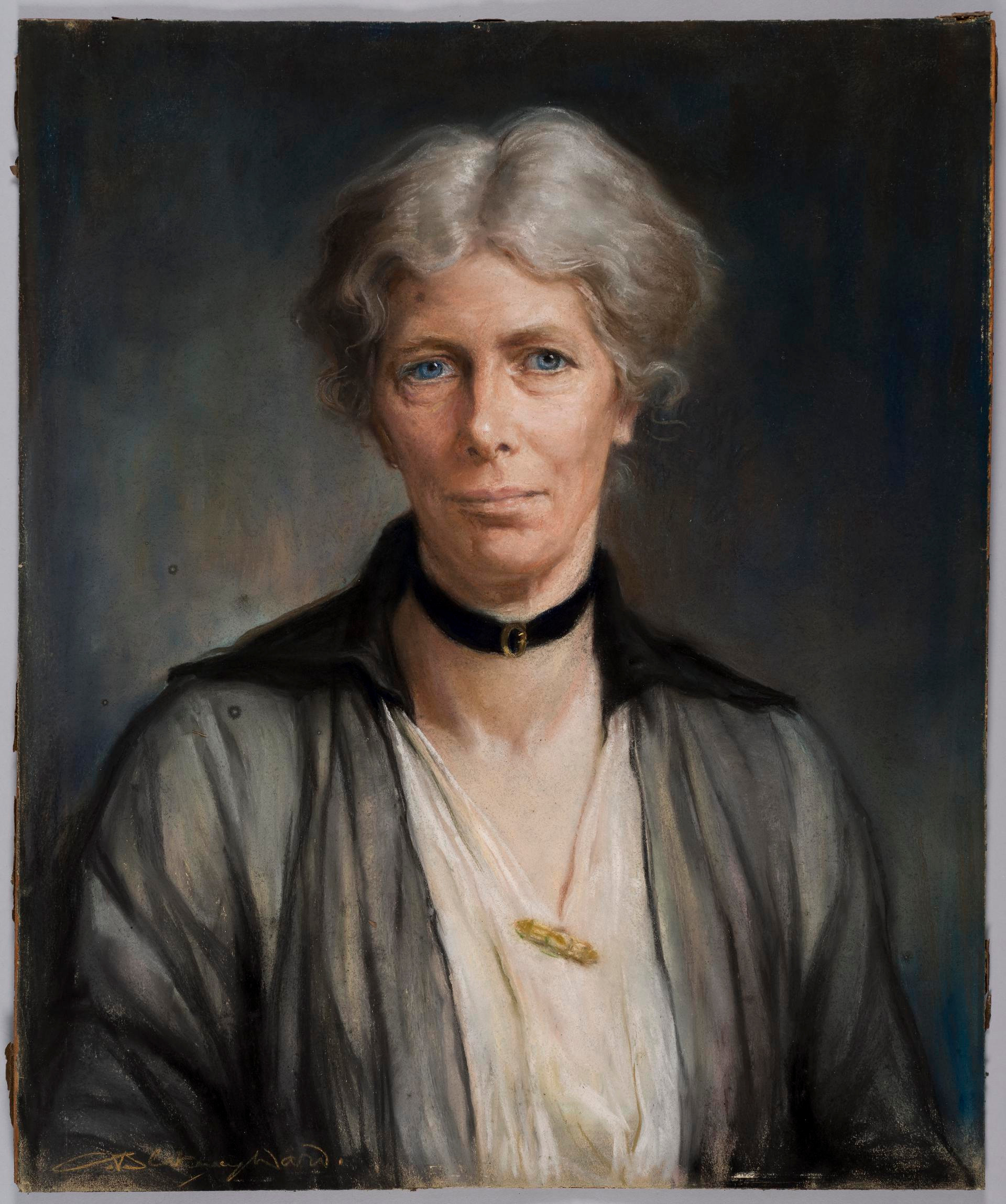
Mary Collin., Porträt von Charlotte Blakeney Ward, 1924

Mary Collin (* 1. April 1860 in Cambridge; † 22. Juli 1955 in Cardiff) war eine englische-britische Schuldirektorin und Aktivistin für das Frauenwahlrecht. Collin war die Vorsitzende der Cardiff and District Women’s Suffrage Society.

## Leben
Collin wurde als Tochter von William Collin geboren. Sie besuchte eine Privatschule in Cambridge und die Notting Hill High School for Girls in London und machte ihren Abschluss in Französisch und Deutsch mit Auszeichnung am Bedford College in London.
Sie unterrichtete eine Zeit lang an ihrer früheren Schule und am Jersey Ladies’ College und ging 1884 als zweite Lehrerin an die Nottingham High School, eine von der Girls' Public Day School Company gegründete Schule. Im Jahr 1892 wurde sie Direktorin der St Catherine’s School in Park Place, Cardiff.
Als im Rahmen des weitreichenden Welsh Intermediate Education Act von 1889 beschlossen wurde, eine städtische Sekundarschule für Mädchen in Cardiff einzurichten, wurde Collin 1895 zu deren erster Leiterin ernannt. Sie leitete die Cardiff Intermediate School for Girls (später Cardiff High School for Girls, heute Cardiff High School) bis 1924.
Als Schulleiterin setzte sie sich für den Mathematik- und Naturwissenschaftsunterricht für Mädchen ein und befürwortete, dass Schulinspektoren selbst eine Lehrbefähigung haben sollten. Sie holte gut ausgebildete Lehrer an ihre Schule, darunter Beatrice May Baker, die ihren Ansatz später zur Modernisierung der Badminton School in Bristol nutzte. Während der Zeit von Collin als Schulleiterin stieg die Zahl der Schülerinnen von 94 Mädchen im Jahr 1895 auf über 400 bei ihrer Pensionierung im Jahr 1924.
Collin bewunderte Millicent Garrett Fawcett, der Präsidentin der National Union of Women’s Suffrage Societies (NUWSS), die sie noch aus ihrer Kindheit in Cambridge kannte, schloss sie sich ihrem gemäßigten Flügel der Wahlrechtskampagne an. Collins Stellung in der Gesellschaft ermöglichte es ihr, sich als Vertreterin der Frauenwahlrechtsbewegung Gehör zu verschaffen. Sie wurde zur anerkannten Anführerin der Frauenwahlrechtsbewegung in Cardiff. Sie war viele Jahre lang die „Vorsitzende des Vorstands“ der Cardiff and District Women's Suffrage Society.
Während des Ersten Weltkriegs stellte die Society in Cardiff unter ihrer Leitung wie die meisten Suffragetten ihre Aktivitäten ein und engagierte sich für die Kriegsanstrengungen und die Unterstützung der örtlichen Gemeinschaft bei der Bewältigung der kriegsbedingten Schwierigkeiten. Sie spielte eine aktive Rolle bei der Unterstützung von arbeitslosen Frauen und weiblichen Kriegshelfern und engagierte sich für die Rekrutierung von Frauen für die Frauenhilfsdienste: Sie hielt Rekrutierungstreffen in der Schule ab und stellte, um anderen ein Beispiel zu geben, ihre eigenen beiden Hausangestellten frei, um dem Women’s Army Auxiliary Corps beizutreten. Nach Kriegsende und der Gewährung eine (eingeschränkten) Wahlrechts für Frauen 1918 nahm sie ihre Aktivitäten im Bereich des Wahlrechts wieder auf und spielte eine führende Rolle in der 1921 neu gegründeten Cardiff Women’s Citizens’ Association. In den Zwischenkriegsjahren setzte sie sich energisch für Themen wie Witwenrenten und weibliche Polizisten ein und drängte zeitlebens auf eine stärkere Beteiligung von Frauen in öffentlichen Gremien.
1924 ging Collin in den Ruhestand, hielt aber Kontakt zu ihrer Schule. Sie starb 1955 in Cardiff.